# Toboiaki Village
Toboiaki Village är en ort i Kiribati.   Den ligger i örådet Nonouti och ögruppen Gilbertöarna, i den sydöstra delen av landet, 280 km sydost om huvudstaden Tarawa. Toboiaki Village ligger 12 meter över havet och antalet invånare är 668. Den ligger på ön Matang.
Terrängen runt Toboiaki Village är mycket platt.  Toboiaki Village är det största samhället i trakten. 